# Хаскел (Тексас)
Хаскел (енгл. Haskell) град је у америчкој савезној држави Тексас. По попису становништва из 2010. у њему је живело 3.322 становника.

## Демографија
Према попису становништва из 2010. у граду је живело 3.322 становника, што је 216 (7,0%) становника више него 2000. године.
| Група             | 2000.         | 2010.         |
| Белци             | 2.236 (72,0%) | 2.193 (66,0%) |
| Афроамериканци    | 121 (3,9%)    | 164 (4,9%)    |
| Азијати           | 3 (0,1%)      | 25 (0,8%)     |
| Хиспаноамериканци | 705 (22,7%)   | 889 (26,8%)   |
| Укупно            | 3.106         | 3.322         |